# Boom Boom Satellites
Boom Boom Satellites (jap. ブンブンサテライツ, Bun Bun Sateraitsu) ist der Name eines ehemaligen japanischen Musik-Duos. Es bestand aus Michiyuki Kawashima und Masayuki Nakano und produzierte hauptsächlich Stücke, die dem Genre Big Beat oder Nu-Skool Breaks zugeordnet werden. Das Duo war bis zum Tode Michiyuki Kawasimas am 9. Oktober 2016 bei Sony Music Entertainment Japan unter Vertrag und hatte fast alle Alben unter diesem Plattenlabel herausgegeben.

## Karriere
Der Bassist/DJ Masayuki Nakano und der Gitarrist/Sänger Michiyuki Kawashima gründeten die Band Boom Boom Satellites im Jahr 1990. Noch die Universität besuchend übernahmen sie den Bandnamen aus einem Titel von Sigue Sigue Sputnik. Ihr Debüt gaben sie mit der Single Dub Me Crazy, die in der Compilation Abstract Set One von DJ Fumiya Tanaka einfloss. DJ Fumiya Tanaka half den beiden einen Vertrag mit dem belgischen Plattenlabel R&S Records zu bekommen, das kurze Zeit vorher auch Ken Ishii unter Vertrag genommen hatte. So spielten sie 1997 auf einem Techno Festival in Belgien und traten auf größeren Veranstaltungen wie dem Glastonbury Festival, Roskilde, SXSW oder Fuji Rock auf. Dabei waren sie mit bekannten Größen wie Fatboy Slim, Underworld (1998) und Moby (1999) auf Tour.
Nach den anfänglichen Erfolgen und ausgeschütteten Lob in großen Magazinen wie New Musical Express und Melody Maker, bekundete auch Sony Music Entertainment Japan sein Interesse. So veröffentlichten sie noch 1999 ihr erstes Album Out Loud, das den Durchbruch der Band versprach. Ihr zweites Album Umbra wurde kritischer aufgenommen, konnte aber dennoch die Erfolgsgeschichte fortsetzen. Trotz ihres Vertrages mit Sony Music Entertainment Japan verbrachten die Musiker 2000 bis 2004 viel Zeit in London. Nach einigen kleineren weniger bekannten Alben erschien im März 2005 mit Full of Elevating Pleasures ein weiteres Erfolgsalbum, dem eine groß angelegte Tournee quer durch Japan folgte.
2010 veröffentlicht die Gruppe ihr Best-of-Album „OVER AND OVER“ in ganz Amerika und geht dort im Oktober desselben Jahres auf Tour.
Im Jahr 2016 wurde bekanntgegeben, dass Boom Boom Satellites den Titelsong „Lay Your Hands on Me“ zum Anime Kiznaiver spielen werden. Die im Anime benutzte Version des Songs wurde am 17. April 2016 als Single veröffentlicht. Weiterhin wurden im Mai und Juni 2016 ein Kurzvideo, die Vollversion des Songs sowie eine EP mit drei weiteren Liedern veröffentlicht. Zum Erscheinungsdatum der EP gab Nakano auf der offiziellen Webseite der Band und auf sozialen Medien bekannt, dass die EP für „Lay Your Hands on Me“ die letzte Veröffentlichung des Duos sein werde. Grund dafür sei Kawashimas Krebserkrankung, die zum vierten Mal ausgebrochen ist und zu partiellen Lähmungen führte. Nakano sagte zudem, dass die EP „Lay Your Hands on Me“ ein gebührendes Ende ihrer Karriere darstellt. Am 9. Oktober 2016, vier Monate, nachdem die Gruppe ihre Aktivitäten eingestellt hatte, starb Kawashima infolge seiner Krankheit im Alter von 47 Jahren.

## Stil
Ihrer Musik wird ein starker Einfluss des Jazz nachgesagt und sie sind dafür bekannt sehr viele E-Gitarren einzusetzen, so dass die Stücke auch eine starke Verwandtschaft zu Rock oder Punk aufweisen.
Ihnen werden verschiedenste Einflüsse auf ihre Musik nachgesagt. So soll sie von David Bowie, Kraftwerk, Miles Davis und anderen inspiriert worden sein. Der Klang ihrer Musik wurde in der New Musical Express mit dem von The Prodigy und den Chemical Brothers verglichen.

## Beziehung zu Film-Produktionen
Im Jahr 2004 wurden etliche ihrer Titel für die Musik im Anime-Film Appleseed verwendet. Diesem folgte im Jahr 2007 der Anime-Film Vexille der ebenfalls viele ihrer Stücke übernahm.
Die jüngste Produktion ist der exklusiv über PlayStation Network angebotene Web-Anime Bōnen no Xam’d. In diesem wurde der Titel Shut Up And Exlpode aus dem sechsten Album Exposed für den Vorspann der einzelnen Folgen verwendet.
Aber auch in Realverfilmungen wurde ihre Musik eingesetzt. So wurde im Film The Dark Knight in einer Kampfszene mit Salvatore Maroni der Titel Scatterin' Monkey aus dem 1999 erschienenen Album Out Loud als Untermalung verwendet.

## Diskografie

### Alben
- 1997: Joyride
- 1999: 7 Ignitions
- 1999: Out Loud
- 2001: Umbra
- 2002: Photon
- 2003: Photon -commin’ 2 a phase-
- 2005: Full of Elevating Pleasures
- 2006: On
- 2007: Exposed
- 2010: 19972007
- 2010: To The Loveless
- 2013: Embrace
- 2015: Shine Like a Billion Suns
- 2016: Lay Your Hands on Me

### Singles
- 2000: Fogbound
- 2001: Sloughin’ Blue
- 2001: Soliloquy
- 2002: Blink
- 2004: Spine & Dive For You
- 2007: Easy Action
- 2009: Back On My Feet